# Chiesa di San Lorenzo (Rotterdam)
La chiesa grande o di San Lorenzo (in olandese Grote of Sint-Laurenskerk) è un luogo di culto calvinista del centro della città di Rotterdam, nei Paesi Bassi.
La chiesa, dedicata a san Lorenzo, è l'unico edificio rimanente della città medievale.

## Storia
La chiesa fu costruita tra il 1449 ed il 1525. Nel 1572, a seguito della Riforma, divenne un tempio protestante. Nel 1621 fu aggiunta sul campanile una guglia di legno disegnata da Hendrick de Keyser il Vecchio, tuttavia la bassa qualità del legno usato per costruirla ne comportò il necessario smantellamento nel 1645. Cinque anni più tardi fu posizionato sopra la torre un cubo di pietra.
Durante il bombardamento di Rotterdam del 14 maggio 1940, la chiesa di San Lorenzo fu gravemente danneggiata. Nel dopoguerra fu proposta la demolizione di ciò che restava dell'edificio trovando però il rifiuto della regina Guglielmina dei Paesi Bassi. Nel 1950 l'architetto olandese Jacobus Johannes Pieter Oud presentò un progetto che prevedeva la conservazione del campanile e la demolizione del resto del fabbricato sulle cui rovine sarebbe dovuta sorgere una nuova chiesa di dimensioni più ridotte. La proposta di Oud fu tuttavia respinta poiché il restauro di San Lorenzo era visto come simbolo della resilienza degli abitanti di Rotterdam. Nel 1952 la regina Giuliana pose la prima pietra del restauro della chiesa, che sarà ultimato nel 1968.